# Đẳng thức

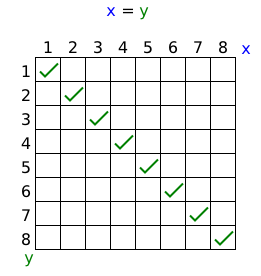
đẳng thức

Trong toán học, đẳng thức là mối quan hệ giữa hai đại lượng, hay tổng quát hơn, hai biểu thức, khẳng định rằng hai đại lượng hay giá trị đó bằng nhau, tức có cùng giá trị, hay cả hai đều biểu diễn cùng một đối tượng toán học. Đẳng thức giữa {\displaystyle a} và {\displaystyle b} được viết là {\displaystyle a=b} và đọc là {\displaystyle a} bằng {\displaystyle b}, trong đó {\displaystyle a} và {\displaystyle b} được gọi là hai vế của đẳng thức. Ví dụ:
- {\displaystyle x=y} nghĩa là {\displaystyle x} và {\displaystyle y} cùng tượng trưng cho cùng một vật.[1]
- {\displaystyle (x+1)^{2}=x^{2}+2x+1} nghĩa là nếu {\displaystyle x} là một số bất kì, hai biểu thức đó vẫn có cùng giá trị. Trong trường hợp, cũng có thể nói là hai vế của đẳng thức tượng trưng cho cùng một hàm số.

## Từ nguyên
Từ "đẳng thức" có từ nguyên từ hai yếu tố Hán-Việt: đẳng ("bằng nhau") và thức ("phép").

## Tính chất
Tính chất bắc cầu
- {\displaystyle a=b;b=c\Rightarrow \ a=c}

Tính chất liên quan đến phép cộng và phép trừ
- {\displaystyle a=b\Rightarrow a+c=b+c} ({\displaystyle a,b,c\in R})
- {\displaystyle a=b\Rightarrow a-c=b-c} ({\displaystyle a,b,c\in R})

Tính chất liên quan đến phép nhân và phép chia
- {\displaystyle a=b\Rightarrow ac=bc} ({\displaystyle a,b,c\in R})
- {\displaystyle a=b\Rightarrow {\frac {a}{c}}={\frac {b}{c}}} ({\displaystyle a,b\in R,c\neq 0})

## Các khái niệm tương tự

### Tỷ lệ thức
Tỷ lệ thức là một đẳng thức giữa hai tỷ lệ (hay tỷ số), (hay proportion). Nói cách khác, tỷ lệ thức là một đẳng thức có hai vế là hai phép chia. Nó được viết dưới dạng {\displaystyle A:B=C:D} hoặc A∶B∷C∶D hoặc {\displaystyle {\frac {A}{B}}={\frac {C}{D}}}.
Trong tỷ lệ thức {\displaystyle {\frac {A}{B}}={\frac {C}{D}}}, {\displaystyle A} và {\displaystyle D} được gọi là các số hạng ngoài hay ngoại tỷ (extremes), {\displaystyle B} và {\displaystyle C} được gọi là các số hạng trong hay trung tỷ (means). Bằng cách đổi chỗ các ngoại tỷ, trung tỷ và nghịch đảo tỷ lệ thức ban đầu, có thể suy ra các tỷ lệ thức sau:
- {\displaystyle {\frac {D}{B}}={\frac {C}{A}}}
- {\displaystyle {\frac {A}{C}}={\frac {B}{D}}}
- {\displaystyle {\frac {B}{A}}={\frac {D}{C}}}

Ngoài ra nếu nhân chéo hai ngoại tỷ và hai trung tỷ, sẽ có đẳng thức: {\displaystyle AD=BC}.
Đẳng thức của 3 hay nhiều tỉ lệ như A∶B = C∶D = E∶F được gọi là dãy tỉ lệ thức (continued proportion).

## Đồng nhất thức
Khi {\displaystyle a} và {\displaystyle b} được xem là hàm số của một số biến, thì {\displaystyle a=b} nghĩa là {\displaystyle a} và {\displaystyle b} đều định nghĩa cùng một hàm số. Một đẳng thức giữa các hàm số như vậy thỉnh thoảng gọi là một đồng nhất thức. Ví dụ như: {\displaystyle (y+1)^{2}=y^{2}+2y+1}. Đôi khi, một đồng nhất thức được viết là: {\displaystyle (y+1)^{2}\equiv y^{2}+2y+1}.

### Phương trình
Một phương trình là một bài toán tìm một hoặc nhiều biến số, gọi là ẩn số, sao cho đẳng thức đó đúng.

## Sách tham khảo
- Rosser, John Barkley (2008) [1953]. Logic for mathematicians [Logic dành cho các nhà toán học]. Mineola, New York: Dover Publications. ISBN 978-0-486-46898-3.